# Dunira
Dunira là một chi bướm đêm thuộc họ Erebidae.